# Madhuca kuchingensis
Madhuca kuchingensis är en tvåhjärtbladig växtart som beskrevs av Yii och P.Chai. Madhuca kuchingensis ingår i släktet Madhuca och familjen Sapotaceae. Inga underarter finns listade i Catalogue of Life.